# José Genaro Villanova
José Genaro Villanova y Jiménez (Goxar de la Vega, Granada 1813 - Colonia del Teatino Villacarrillo, Jaén, 1884) fue un político y empresario español, senador del Reino y diputado a Cortes por Granada en diversas legislaturas bajo la corona de Isabel II y senador bajo el reinado de Alfonso XII.
De origen humilde, hijo de agricultores, fue un destacado político conservador y hombre de empresa. Realizó sus estudios en el Seminario de Granada pero reorientó su carrera al derecho. Obtuvo su licenciatura en Derecho por la Universidad de Granada, ingresando posteriormente en la Administración Pública.

## Carrera política
- Diputado por Almería entre 1857 y 1858.
- Diputado por Granada en diversas legislaturas, entre 1858 y 1868.
- Senador por la provincia de Granada en 1872.
- Senador por la provincia de Jaén entre 1876 y 1877.
- Senador por la provincia de Granada en 1877, pero optó por senador de la Universidad de Granada.
- Senador por la Sociedad Económica de Sevilla en entre 1879 y 1880. También entre 1881 y 1882.

## Títulos y cargos
- Gentilhombre de cámara de Isabel II.
- Caballero de 1ª clase de la Orden de San Luis de Parma.

## Biografía
José Genaro era hijo de Bernardino Onésimo Villanova López, un pequeño agricultor que trabajaba la tierra heredada de sus padres y otros campos del marqués de Guadalcázar, en régimen de alparcería. Por otra parte, José Genaro fue el segundo de ocho hermanos, por lo que tenía difícil acceder a cualquier tipo de formación. Gracias a la intercesión y tutela del párroco de Gójar, pudo acceder al seminario de Granada.
Acabada su formación en el seminario, ingresó en la facultad de Derecho de Granada, colegiándose a continuación en Granada y Almería en cuanto obtuvo su licenciatura, donde ejerció unos años la libre abogacía. En este mismo periodo de ejercicio de la abogacía, amplió sus estudios en el colegio de San Indalecio de Almería. Más tarde, en los años 1847-48 y aprovechando su estancia en Barcelona ya como empleado de la Administración Pública, asistió a las cátedras de agricultura y botánica.
Accedió a la Administración Pública, en la que ya había trabajado desde 1831 como "meritorio sin sueldo" en la Contaduría de Granada, donde comenzó una dilatada carrera en el Ministerio de Hacienda.
Más tarde consiguió la categoría oficial y el sueldo propio de su clase, ascendiendo según su escalafón, desempeñando:
En 1835 fue nombrado oficial de la Contaduría de Rentas y Arbitrios de Amortizaciones de la provincia de Granada.
En 1837 fue trasladado a Almería, con idéntico cargo. De forma paralela, fue también en este año nombrado secretario de la junta de enajenación de edificios y efectos de los conventos suprimidos en la provincia de Almería por la desamortización de Mendizabal.
En 1868 fue nombrado director general de contabilidad del reino.
Al margen de su actividad administrativa y política, fue vicepresidente del Liceo artístico y literario de Almería, miembro de las Academias de Ciencias Naturales y Artes de Barcelona, miembro de las sociedades económicas de Amigos del País de Madrid y Barcelona, miembro de la Sociedad de Sevillana de emulación y fomento de la ilustración, agricultura, artes y comercio, miembro de la junta directiva de Caja de Ahorros de Madrid. Fue asimismo vocal de la junta general de agricultura que se celebró en Madrid en 1849.
En 1879 adquirió la Plaza de toros de Linares, siempre de titularidad privada, ciudad en la que ya tenía alguna otra empresa, como la Fábrica de Gas.
Fue también administrador de la Casa de Altamira. Aprovechó la desamortización de la Iglesia para adquirir tierras en su Gójar natal, en Gavia (donde edificó una gran fábrica de harina, aún en pie el edificio) y en La Zubia, colindante con los terrenos de Gójar.
Apoyó y promovió la construcción del ferrocarril minero de Linares, apoyando intensamente la construcción de la línea Jaén-Almería.
Fue fundador, junto a Luis Seco de Lucena Escalada, del diario liberal El Defensor de Granada, aportando José Genaro la financiación y Seco de Lucena la dirección técnica.
Publicó numerosos artículos en materias administrativas y económicas. En los periódicos El Popular de 1847, Las Cortes de 1855 y El Diario Español de 1857 y 58 y en El Cultivador, este último publicado en Barcelona por Jaume Llansó desde 1848 a 1851.

## Matrimonio y descendencia
José Genaro Villanova se casó en dos ocasiones: la primera vez en Almería en 1854 con Encarnación de Campos y en 1856, en Granada, con Dolores de la Cuadra Carrascosa, rica heredera de Jaén. Tuvo cuatro hijos: su primogénito de su primer matrimonio José Villanova de Campos, ingeniero de caminos, canales y puertos; y tres más del segundo: Luis, que fue ingeniero de minas y se casó con la princesa Isabel Roma Rattazzi Bonaparte Wyse; Juan, que también fue senador; y Francisco, abogado de la Universidad de Granada.